# Jesion Bolko

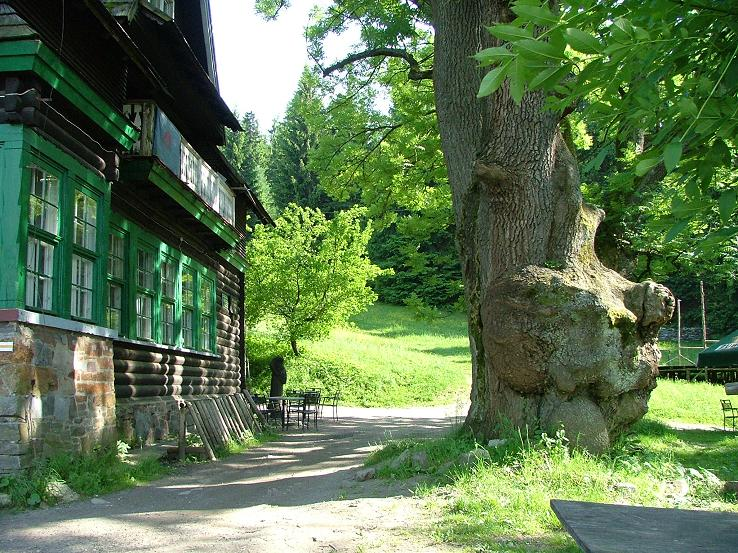
Jesion Bolko i schronisko Pod Muflonem

Jesion Bolko – pomnikowe drzewo zlokalizowane przy schronisku Pod Muflonem w Górach Bystrzyckich, na skraju Dusznik-Zdroju.
Jesion (Fraxinus excelsior) rośnie na wysokości 705 m n.p.m., przy wejściu do schroniska. Posadzony został w 1866, w ramach zagospodarowywania okolic gospody i tworzenia punktów widokowych na Duszniki-Zdrój. Całe założenie służy ruchowi turystycznemu po dziś dzień. W pobliżu znajduje się węzeł szlaków turystycznych.
Drzewo jest dwupienne i było konserwowane po II wojnie światowej, a w 2021 roku posiadało obwód 681 cm. Obok rośnie drugi, mniejszy jesion.